# Dương Khoan (Bắc triều)
Dương Khoan (giản thể: 杨宽; phồn thể: 楊寬, ? – 561), tự Cảnh Nhân hay Mông Nhân , người Hoa Âm, Hoằng Nông, quan viên nhà Bắc Ngụy, nhà Tây Ngụy và nhà Bắc Chu. Ông sinh gặp thời loạn, lần lượt phục vụ cho các thế lực đối lập lẫn nhau, nhưng đều được tất cả các bên tin cậy, hậu đãi và trọng dụng, là trường hợp hiếm có trong lịch sử Trung Quốc.

## Khởi nghiệp
Khoan là thành viên của sĩ tộc họ Dương ở quận Hoằng Nông, là con trai thứ tư của Hoài Sóc trấn tướng, Lâm Trinh Cung bá Dương Quân. Khoan từ nhỏ có chí lớn, mỗi khi cùng bọn trẻ con vui chơi, luôn chọn thứ cao lớn mà ngồi lên, người trông thấy đều lấy làm lạ. Lớn lên, Khoan rất giỏi làm văn, càng ưa võ nghệ.
Đến tuổi đội mũ (nhược quán), Khoan được trừ chức Phụng triều thỉnh; theo cha ra trấn thủ Hằng Châu, xin được góp sức, nên được đổi thụ chức tướng quân, làm Cao Khuyết thú chủ. Bấy giờ người Nhu Nhiên phát sanh nội loạn, khả hãn A Na Côi chạy sang Bắc Ngụy, Hiếu Minh đế sai sứ tiếp nạp ông ta, giáng chiếu cho Dương Quân soái binh hộ tống. Khoan tham gia hộ tống, nhờ công được bái làm Hành đài lang trung. Vào lúc nghĩa quân Lục trấn vây đánh trấn thành, Quân mất, dân trong thành đề cử Khoan lãnh đạo. Ít lâu sau thành vỡ, Khoan chạy sang Nhu Nhiên ở phía bắc, đến khi khởi nghĩa bị trấn áp mới quay về triều.
Quảng Dương vương Nguyên Uyên cùng Khoan rất thân thiết, Uyên phạm pháp nên bị kết tội, ông cũng chịu liên lụy. Bấy giờ Trường Lạc vương Nguyên Tử Du làm Thị trung, là bạn cũ của Khoan, bèn giấu ông ở nhà, gặp dịp đại xá thì được miễn tội. Sau đó Khoan được trừ chức Tông chánh thừa.

## Phụng sự Hiếu Trang đế
Bắc Hải vương Nguyên Hạo trẻ tuổi hăng hái, bấy giờ làm Đại hành đài, nhận lệnh đánh dẹp khởi nghĩa Cát Vinh, muốn tâu xin lấy Khoan làm Tả hữu thừa, cùng ông bàn bạc. Khoan từ chối, lấy cớ chịu hậu ơn của Nguyên Tử Du mà chưa báo đáp, về nghĩa không thể thấy lợi thì làm. Hạo chưa đồng ý, em rể của Hạo là Lý Thần Quỹ khuyên can, Hạo mới thôi. Đến khi Nguyên Tử Du được Nhĩ Chu Vinh đưa lên ngôi, tức là Hiếu Trang đế, lấy Khoan lĩnh chức Hà Nam doãn, Hành Lạc Dương lệnh.
Khoan làm đô đốc, theo Thái tể, Thượng Đảng vương Nguyên Thiên Mục đánh dẹp khởi nghĩa Hình Cảo, sau đó được làm Thông trực tán kỵ thường thị. Chưa kịp khải hoàn, bọn Khoan nghe tin Nguyên Hạo tiến vào Lạc Dương, Hiếu Trang đế chạy ra Hà Nội. Nguyên Thiên Mục sợ hãi, không biết làm sao, tập hợp chư tướng hỏi kế. Khoan đánh giá thấp lực lượng của Nguyên Hạo, khuyến khích Thiên Mục chiếm lấy Thành Cao, hội họp quân đội các nơi để cần vương. Thiên Mục lấy làm phải, bèn đưa quân đến Thành Cao, lệnh cho Khoan với Nhĩ Chu Năng làm hậu đội; nhưng Thiên Mục lại nghe theo mọi người, cho rằng không thể giữ được, bèn lùi lại Thạch Tế. Khoan đi đêm bị lạc đường, rơi lại phía sau. Chư tướng gièm rằng Khoan với Nguyên Hạo từng đi lại, hẳn là chạy theo hắn ta mất rồi. Thiên Mục không tin, vừa phản bác xong thì hậu đội báo tin Khoan đến nơi, Thiên Mục rất hài lòng, tự ra khỏi trướng để đón tiếp ông. Thiên Mục lập tức cấp cho Khoan 10 con bò, 5 cỗ xe, 15 xe bông lụa, 50 con dê. Khoan theo Thiên Mục yết kiến Hiếu Trang đế ở Thái Hành, được làm Tán kỵ thường thị, An đông tướng quân; vẫn làm Đô đốc, theo quân đội giành lại Hà Nội, tiến vây thành Bắc Trung.
Bấy giờ tướng nhà Lương là Trần Khánh Chi giúp Nguyên Hạo giữ cửa bắc, Thiên Mục dừng ngựa bên ngoài vòng vây, sai Khoan đến dưới thành thuyết phục ông ta. Khoan trước tiên tự xưng tên họ, sau đó cùng nói chuyện, trình bày lợi hại, khuyên Khánh Chi sớm hàng. Khánh Chi không đáp; hồi lâu, ông ta nói: “Anh trai của ngài ở đây, rất muốn gặp ngài.” Khoan đáp rằng: “Anh của kẻ hèn chịu khuất phục, đi theo nghịch Đảng, xét đạo lý của bề tôi, sao còn khó nhọc gặp gỡ!? Lúc trước xưng rõ tên họ, há chẳng biết anh trai ở bên ấy. Trực nhờ tín không bị ngờ, trung là mỹ đức vậy. Anh em của kẻ hèn, may không cần nói đến. Nhưng đang bàn về thỏa thuận, tự nhiên mong được nhiều tốt lành.” Thiên Mục nghe được, nói với tả hữu rằng: “Dương Khoan là đại dị nhân, sao đến mức không tiếc tình anh em như thế?” Từ ấy lại càng kính trọng ông.
Hiếu Trang đế giành lại Lạc Dương, Khoan được bái làm Trung quân tướng quân, Thái phủ khanh, Hoa Châu đại trung chánh, phong Trừng Thành huyện bá, thực ấp 300 hộ.
Hiếu Trang đế giết Nhĩ Chu Vinh, Nguyên Thiên Mục và đồng đảng; em họ của Vinh là Nhĩ Chu Thế Long đem bộ khúc đốt cửa thành, chạy ra Hà Kiều, rồi quay về uy hiếp kinh sư. Hiếu Trang đế thăng chức cho Khoan làm Trấn bắc tướng quân, Sứ trì tiết, Đại đô đốc, để ông tùy nghi kháng cự. Thế Long nói với Khoan rằng: “Há quên thâm tình tri ngộ của thái tể sao?” Khoan đáp rằng: “Thái tể yêu mến theo lễ, là giao tình của bề tôi với nhau vậy. Việc của hôm nay, phụng sự quân chủ là tiết tháo thông thường.” Thế Long bỏ chạy lên phía bắc, Khoan đuổi theo đến Hà Nội. Ít lâu sau, Nhĩ Chu Triệu chiếm Lạc Dương, cầm tù Hiếu Trang đế. Khoan thấy việc quay về Lạc Dương là nguy hiểm, bèn từ Thành Cao chạy sang nhà Lương. Đến Kiến Khang, Khoan nghe tin Triệu đã giết Hiếu Trang đế, bèn làm lễ cử ai. Lương Vũ đế cảm động, đãi Khoan rất hậu, ít lâu sau dùng lễ tiễn ông về Ngụy. Đến Hạ Bi, Khoan được Nhĩ Chu Trọng Viễn tâu xin cho khôi phục chức tước, giữ lại làm Đại hành đài Lại bộ thượng thư.

## Phụng sự Hiếu Vũ đế
Đầu thời Hiếu Vũ đế, Khoan được đổi thụ chức Tán kỵ thường thị, Phiếu kị tướng quân, Cấp sự hoàng môn thị lang, Giám nội điển thư sự. Bấy giờ lính thú Hạ Châu nổi loạn, chiếm cứ Duyện Châu;triều đình giáng chiếu lấy Khoan làm Thị trung, chỉ huy các cánh quân đánh dẹp. Trung úy Kỳ Tuấn có hiềm khích với Khoan, vu cáo ông, khiến ông bị hặc; Hiếu Vũ đế biết Khoan vô tội, nhưng không thể không giao vụ án cho Đình úy; rồi Khoan được thả ra. Sau đó Khoan được trừ chức Hoàng môn thị lang, kiêm Vũ vệ tướng quân.
Hiếu Vũ đế muốn chống lại quyền thần Cao Hoan, bèn chiêu mộ dũng sĩ, tăng cường túc vệ; lấy Khoan làm Hợp nội đại đô đốc, chuyên nắm cấm binh. Sau đó Khoan theo Hiếu Vũ đế chạy vào Quan Trung, được kiêm Lại bộ thượng thư; xét công tòng giá, được tiến tước Hoa Sơn quận công, thực ấp 1200 hộ.

## Thời Tây Ngụy
Năm Đại Thống đầu tiên (535) thời Tây Ngụy Văn đế, Khoan được thăng làm Xa kỵ đại tướng quân, Thái tử thái phó, Nghi đồng tam tư. Năm thứ 3 (537), Khoan đi sứ Nhu Nhiên, đón Úc Cửu Lư hoàng hậu. Sau khi trở về, Khoan được bái làm Thị trung, Đô đốc Kính Châu chư quân sự, Kính Châu thứ sử. Năm thứ 5 (539), Khoan được trừ chức Phiếu kỵ đại tương quân, Khai phủ nghi đồng tam tư, Đô đốc Đông Ung Châu chư quân sự, Đông Ung Châu thứ sử, châu này cũng là quê nhà của ông. Năm thứ 10 (544), Khoan được chuyển làm Hà Châu thứ sử. Năm thứ 16 (550), Khoan được kiêm Đại thừa tướng phủ Tư mã.
Triều đình Tây Ngụy muốn chiếm lấy quận Hán Xuyên, nhưng Nghi Phong hầu Tiêu Tuần nhà Lương cố thủ quận trị Nam Trịnh. Năm thứ 17 (551), Khoan theo Đại tướng quân Đạt Hề Vũ tiến đánh, Vũ Lăng vương Tiêu Kỷ nhà Lương sai tướng Dương Kiền Vận soái binh hơn vạn người đi cứu Tuần; Vũ lệnh cho Khoan chỉ huy bọn Khai phủ Vương Kiệt, Hạ Lan Nguyện Đức đón đánh. Quân Tây Ngụy đến Bạch Mã, giao chiến với Dương Kiền Vận, phá được, bắt và chém vài ngàn người. Sau khi trở về, Khoan được trừ chức Nam Bân Châu thứ sử.
Đầu thời Tây Ngụy Phế đế, Khoan được vào triều làm Thượng thư tả bộc xạ, Tương tác đại giám, sau đó bị kết tội (chưa rõ) nên chịu miễn quan. Năm thứ 2 thời Cung đế (555), Khoan được trừ chức Đình úy khanh.

## Thời Bắc Chu
Đầu thời Bắc Chu Minh đế, Khoan được bái làm Đại tướng quân, tăng ấp 1200 hộ. Khoan theo Hạ Lan Tường trấn áp người Thổ Dục Hồn, phá địch, được riêng phong Nghi Dương huyện công, thực ấp 1000 hộ. Khoan được trừ chức Tiểu trủng tể, chuyển làm Ngự chánh trung đại phu. Năm Vũ Thành thứ 2 (560), Khoan nhận chiếu cùng Lân Chỉ học sĩ tham định kinh tịch.
Năm Bảo Định đầu tiên (561) thời Vũ đế, Khoan được trừ chức tổng quản Lương, Hưng đẳng 19 châu chư quân sự, Lương Châu thứ sử. Năm ấy, Khoan mất ở châu, được tặng Hoa, Thiểm, Ngu, Thượng, Lộ 5 châu thứ sử, thụy là Nguyên.

## Đánh giá
Bắc sử cho biết Khoan tính thông minh, có tài năng; đứng đầu vài châu thì được tiếng thanh liêm; giữ chức trong triều thì được khen xứng chức. Nhưng Khoan với Liễu Khánh không hợp, tìm cách bới móc lỗi lầm của ông ta, nên bị người đương thời chê bai.
Chu thư đánh giá Khoan chịu hậu ân của Hiếu Trang đế, tuy không thể giúp đỡ trong lúc nguy nan, nhưng cũng không thay lòng.
Ngụy thư đánh giá Khoan (và anh trai Dương Kiệm) là khinh bạc vô hạnh (ý nói hai anh em nhiều lần đổi chủ), bị người đời khinh bỉ. (Ngụy thư là bộ sử do Ngụy Thâu của nhà Bắc Tề – địch quốc của Bắc Chu – biên soạn)

## Hậu duệ
- Dương Văn Ân, tự Ôn Tài, là con trai trưởng.
- Dương Kỷ, tự Ôn Phạm, là con trai thứ nhưng lại là con trai đích, nên được kế tự.